# Jürgen Labenski
Jürgen Labenski (* 5. November 1940 in Wiesbaden; † 2. November 2007 ebenda) war ein deutscher Filmwissenschaftler und -Kritiker.

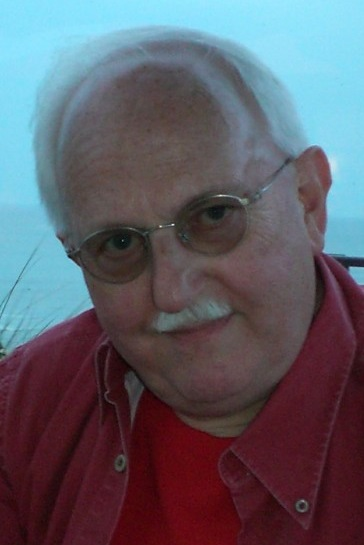
Jürgen Labenski

## Leben
Jürgen Labenski war 1962 der Gründer und danach Leiter des Filmclubs „Leibniz“ in Wiesbaden und ein Förderer der dortigen kommunalen Caligari Filmbühne. Er organisierte ein internationales Netzwerk von Filmschaffenden. Neben seiner Tätigkeit als Filmredakteur arbeitete er auch am Deutschen Institut für Filmkunde.
Labenski war von 1968 bis 2005 ständiger Mitarbeiter des ZDF. Hier schuf er die Spielfilmreihen Der phantastische Film und Der große Stummfilm. Er war verantwortlich für die Sendungen Ratschlag für Kinogänger, später dann Neu im Kino. Labenski befasste sich mit der Rekonstruktion von Leinwandklassikern, die er in filmhistorischen Reihen präsentierte. Er wirkte unter anderem bei Reclams  und einem Filmlexikon als Co-Autor mit.
Seit April 2006 war Jürgen Labenski der 1. Vorsitzende des Verbandes der deutschen Kritiker e. V.

## Auszeichnungen
- 1992: Ehrung mit dem Wiesbadener Kulturpreis.

## Werke (Auswahl)
- Jürgen Labenski, Dieter Krusche: Reclams Filmführer. Reclam, Stuttgart 1973, ISBN 3-15-010418-1
- Jürgen Labenski, Dieter Krusche: Lexikon der Kinofilme. Vom Stummfilm bis heute. Bertelsmann, Gütersloh 1977
- Jürgen Labenski, Dieter Krusche: Filmlexikon. Büchergilde Gutenberg, Frankfurt/M. 1985, ISBN 3-7632-3089-0